# Kalter Hund
Il Kalter Hund ("cane freddo" in lingua tedesca) è un dolce tradizionale tedesco. Trattasi di un alimento simile al salame di cioccolato composto da biscotti secchi, cioccolato e liquore all'uovo.

## Storia
Il Kalter Hund è originario di Berlino e della Germania dell'Est. Negli anni venti, l'azienda alimentare Bahlsen pubblicò la ricetta di una torta al cioccolato con biscotti del marchio Leibniz. Oggi il Kalter Hund viene consumato in occasione dei compleanni.